# Krzysztof Warlikowski
Krzysztof Warlikowski (Szczecin, 26 de mayo de 1962) es un director de teatro polaco, creador y director artístico del Teatr Nowy (New Theatre) en Varsovia.

## Biografía
Estudió historia, filosofía y lenguas románicas en la Universidad Jagellónica y también filosofía, lengua y literatura francesa en la École Pratique Des Hautes Études de la Sorbona. Se graduó en dirección en Ludwik Solski Academy for the Dramatic Arts en 1993. Uno de sus maestros fue Krystian Lupa. En la década de 1990 Warlikowski trabajó durante algún tiempo como asistente de Lupa. Conoció y aprendió también de gente como Peter Brook, Ingmar Bergman y Giorgio Strehler.
Warlikowski dirigió sus primeras producciones en el Teatr Stary (antiguo teatro) en Cracovia, donde montó Heinrich von Kleist's Markiza O. / The Marquis of O. en 1993. Sus posteriores trabajos fueron presentados en diversos teatros en Polonia y Europa, incluyendo el Teatr Nowy (New Theatre) en Poznań, Warsaw's Teatr Studio (Studio Theatre), el Teatr im. W. Horzycy (W. Horzyca Theatre) en Toruń, el Teatr Dramatyczny (Dramatic Theatre) en Varsovia. 
Desde 1999 trabaja para TR Warszawa (Variety Theatre). Es director artístico de Teatr Nowy (New Theatre), fundada en Varsovia en 2008. 
Warlikowski está casado con la escenógrafa y vestuarista polaca Małgorzata Szczęśniak. 
Fue el autor del Mensaje del Día Mundial del Teatro 2015.

## Las puestas en escena más importantes
- 1992: Auto de fe, Elias Canetti
- 1992: Noches blancas, Fiódor Dostoyevski
- 1993: La marquesa de O, Heinrich von Kleist
- 1994: El mercader de Venecia, Shakespeare
- 1995: El proceso, Franz Kafka
- 1995: Roberto Zucco, Bernard-Marie Koltès
- 1997: Electra, Sófocles
- 1997: Cuento de invierno, Shakespeare
- 1997: Tancerz mecenasa Kraykowskiego, Witold Gombrowicz
- 1997: Hamlet, Shakespeare
- 1998: La fierecilla domada, Shakespeare
- 1998: Pericles, Shakespeare
- 1998: Quai Ouest, Bernard-Marie Koltèsa
- 1998: Las fenicias, Eurípides
- 1999: Noche de reyes, Shakespeare
- 1999: Hamlet, Shakespeare
- 2000: La tempestad, Shakespeare
- 2000: Programa de música Roxanny Panufnik (ópera)
- 2000: Don Carlos, Giuseppe Verdi
- 2001: Las bacantes, Euripides
- 2001: Cleansed, Sarah Kane
- 2002: En busca del tiempo perdido, Marcel Proust
- 2003: La tempestad, Shakespeare
- 2003: Sueño de una noche de verano, Shakespeare
- 2003: Ubú rey, Krzysztof Penderecki
- 2003: El Dybbuk, Shloime Anski y Hanna Krall
- 2004: Speaking in Tongues, Andrew Bovella
- 2004: Macbeth, Shakespeare
- 2005: Krum, Hanoch Levin
- 2006: Wozzeck, Alban Berg
- 2006: Madame de Sade, Yukio Mishima
- 2006: Ifigenia, Christoph Willibalda Gluck
- 2007: Ángeles en América, Tony Kushner
- 2007: El caso Makropulos, Leoš Janáček
- 2009: (A)pollonia
- 2009: El rey Roger, Karol Szymanowski
- 2010: Un tranvía llamado deseo, Tennessee Williams
- 2010: Koniec, Nickel Stuff, Bernard-Marie Koltès, El proceso y Myśliwego Grakchusa, Franz Kafka y Elisabeth Costello, John Maxwell Coetzee
- 2011: Cuentos africanos, Macbeth (ópera de Verdi), Shakespeare, Rey Lear, Otelo, El mercader de Venecia, novela, Coetzee y monólogos, Mouawada
- 2013: Cabaret Varsovia inspirado en el texto de John van Drutena
- 2014: Alcestes, Christoph Willibald Gluck
- 2014: Don Giovanni, Wolfgang Amadeus Mozart

## Premios y Recompensas
- 2003: Recompensa Paszport Polityki
- 2008: Premio Europa Nuevas Realidades Teatrales
- 2011: Medalla de Plata al Mérito Cultural «Gloria Artis»
- 2013: Comendador de las Artes y de las Letras